# 2021年世界体操競技選手権
2021年世界体操競技選手権（2021ねんせかいたいそうきょうぎせんしゅけん）は、2021年（令和3年）10月18日から10月24日まで福岡県北九州市八幡東区の北九州市立総合体育館で開催された第50回記念世界体操競技選手権大会である。タイトルスポンサーはジャパネットが担当して大会の正式名称はjapanet presents 世界体操 北九州2021となった。

## 開催決定までの経緯
本来はデンマーク・コペンハーゲンのロイヤル・アリーナで開催予定だった。しかしデンマーク国内での新型コロナウイルスの流行の影響を受け、2020年7月協会は開催を辞退。FIGは開催地を公募。同年11月に代々木で開催された国際大会で北九州市の開催を決定した。
通常は世界体操競技選手権はオリンピック開催年には開催されないが、2021年は本来2020年に開催される予定であった東京オリンピックが新型コロナウイルスの流行のため延期されて開催されたことにより、1996年大会以来25年ぶりにオリンピック開催年の開催となった。また、本大会終了直後の10月27日から10月31日には同じ北九州市の小倉北区にある西日本総合展示場で2021年世界新体操選手権が開催され、大会史上初めて世界体操競技選手権と世界新体操選手権が同時期に同一都市で開催された。
新型コロナウイルスの流行を受け、出場選手・大会関係者に対しては東京オリンピックと同様、外部との接触を防ぐバブル方式を運用していた。東京オリンピックは無観客で開催されたが、本大会は国の「ワクチン・検査パッケージ」の技術実証の対象事業として、2週間前までにワクチン2回接種を完了したか、もしくは72時間以内にPCR検査の陰性証明を受けた人だけにチケットを販売し、東京オリンピック後、国内初の収容率100%の有観客での国際大会として開催された。

## 競技結果

### 男子
| 種目     | 金                       | 銀                 | 銅                                   |
| -------- | ------------------------ | ------------------ | ------------------------------------ |
| 個人総合 | 張博恒 (CHN)             | 橋本大輝 (JPN)     | イリヤ・コフトゥン (UKR)             |
| ゆか     | Nicola Bartolini         | 南一輝             | Emil Soravuo                         |
| あん馬   | スティーブン・ネドロシク | 翁浩 萱和磨        |                                      |
| つり輪   | Lan Xingyu               | マルコ・ロダディオ | Salvatore Maresca Grigorii Klimentev |
| 跳馬     | カルロス・ユーロ         | 米倉英信           | Andrey Medvedev                      |
| 平行棒   | Hu Xuwei                 | カルロス・ユーロ   | Shi Cong                             |
| 鉄棒     | Hu Xuwei                 | 橋本大輝           | Brody Malone                         |

### 女子
| 種目         | 金                          | 銀                     | 銅                       |
| ------------ | --------------------------- | ---------------------- | ------------------------ |
| 個人総合     | アンゲリナ・メリニコワ(RGF) | リアン・ウォン (USA)   | カイラ・ディ・セロ (USA) |
| 跳馬         | レベカ・アンドラデ          | アジア・ダマト         | アンゲリナ・メリニコワ   |
| 段違い平行棒 | Wei Xiaoyuan                | レベカ・アンドラデ     | Luo Rui                  |
| 平均台       | 芦川うらら                  | Pauline Schaefer-Betz  | 村上茉愛                 |
| ゆか         | 村上茉愛                    | アンゲリナ・メリニコワ | リアン・ウォン           |

## エピソード
「世界体操・世界新体操」のメインキャスターを務める松岡修造は、開催地の「北九州」の都市名をもじり、北九州造に改名すると発言。世界体操関連番組内では、ことあるごとに「北九州造」を連呼した。
開催前から、生まれ故郷である開催地「北九州市」での大会を喜んでいた内村航平選手。メダルは逃したものの、無観客での東京五輪後初の有観客での国際大会開催を英断した故郷・北九州市に感謝するため、Ｔシャツに「ありがとう北九州」と書いて客席に投げ入れるなど、観客と喜びを共有した

。
床運動の種目別決勝で金メダルを獲得した村上茉愛選手。一度は東京五輪での引退を考えたが、無観客での試合ではなく、たくさんの観客やお世話になった方に自分の最高の演技を見せるため、有観客となった世界体操選手権への出場を決意。観客の応援が力になったと、有観客での開催を実現した北九州市に「ありがとう」とお礼を述べた。
「2021世界体操・新体操選手権北九州大会」は、東京五輪後、コロナ禍の中での本格的な世界大会としては初の有観客大会として開催され、日本選手はもとより、多くの海外参加者からも有観客で開催された同大会や関係者に対する感謝の言葉が多く寄せられたため、開催地である北九州市は、参加した各選手からの「ありがとう」のお礼のメッセージやサイン入りグッズを展示する、『ありがとう北九州』展を開催した

。